# Авъл Вицирий Марциал
Авъл Вицирий Мартиал (на латински: Aulus Vicirius Martialis; † 114 г.) e политик на Римската империя през 1 век и началото на 2 век.
Фамилията Вицирии произлиза от Италия. През 98 г. той е суфектконсул заедно с Луций Меций Постум. През 113/114 г. е проконсул на Азия.